# Wahlkreis Montabaur
Der Wahlkreis Montabaur (Wahlkreis 6) ist ein Landtagswahlkreis in Rheinland-Pfalz. Er umfasst mit Höhr-Grenzhausen, Montabaur, Ransbach-Baumbach, Wallmerod und Wirges fünf Verbandsgemeinden im Westerwaldkreis.

## Wahl 2021
Für die Landtagswahl 2021 treten folgende Kandidaten an:
| Direktkandidaten     | Partei           | Wahlkreisstimmen in % | Landesstimmen in % |
| -------------------- | ---------------- | --------------------- | ------------------ |
| Caroline Albert-Woll | SPD              | 23,6 %                | 30,6 %             |
| Jennifer Groß        | CDU              | 39,4 %                | 35,8 %             |
| Jürgen Nugel         | AfD              | 6,5 %                 | 6,7 %              |
| Thomas Roth          | FDP              | 6,3 %                 | 5,7 %              |
| Gunnar Bach          | Grüne            | 9,9 %                 | 8,4 %              |
| Thomas Becker        | Die Linke        | 3,6 %                 | 2,3 %              |
| Melanie Leicher      | Freie Wähler     | 10,7 %                | 5,8 %              |
| –                    | Piraten          | –                     | 0,5 %              |
| –                    | ÖDP              | –                     | 0,4 %              |
| –                    | Klimaliste       | –                     | 0,5 %              |
| –                    | Die PARTEI       | –                     | 1,0 %              |
| –                    | Tierschutzpartei | –                     | 1,5 %              |
| –                    | Volt             | –                     | 0,8 %              |

## Wahl 2016
Die Ergebnisse der Wahl zum 17. Landtag Rheinland-Pfalz vom 13. März 2016:
| Direktkandidaten                  | Partei    | Wahlkreisstimmen | Landesstimmen |
| --------------------------------- | --------- | ---------------- | ------------- |
| Tanja Machalet                    | SPD       | 30,8 %           | 30,1 %        |
| Gabriele Wieland                  | CDU       | 48,3 %           | 40,6 %        |
| Christian Schimmel                | GRÜNE     | 5,7 %            | 4,6 %         |
| Thomas Roth                       | FDP       | 9,7 %            | 7,0 %         |
| Dietmar Zieger                    | DIE LINKE | 5,4 %            | 2,7 %         |
| –                                 | AfD       | –                | 10,7 %        |
| –                                 | Sonstige  | –                | 4,3 %         |
| Wahlberechtigte: 66.792 Einwohner |           |                  |               |
| Wahlbeteiligung: 72,3 %           |           |                  |               |

- Direkt gewählt wurde Gabriele Wieland (CDU). Nach deren Ausscheiden folgte Jennifer Groß.

## Wahl 2011
Die Ergebnisse der Wahl zum 16. Landtag Rheinland-Pfalz vom 27. März 2011:
| Direktkandidaten                  | Partei    | Wahlkreisstimmen | Landesstimmen |
| --------------------------------- | --------- | ---------------- | ------------- |
| Tanja Machalet                    | SPD       | 30,2 %           | 29,2 %        |
| Gabriele Wieland                  | CDU       | 44,0 %           | 42,8 %        |
| Klaus Ernst Koch                  | FDP       | 7,2 %            | 4,9 %         |
| Michael Musil                     | GRÜNE     | 15,0 %           | 14,8 %        |
| Frank Altgeld                     | DIE LINKE | 3,6 %            | 2,9 %         |
| –                                 | Sonstige  | –                | 5,6 %         |
| Wahlberechtigte: 76.909 Einwohner |           |                  |               |
| Wahlbeteiligung: 62,8 %           |           |                  |               |

- Direkt gewählt wurde Gabriele Wieland (CDU).[5]
- Tanja Machalet (SPD) wurde über die Landesliste (Listenplatz 41) in den Landtag gewählt.[7]

## Wahl 2006
Die Ergebnisse der Wahl zum 15. Landtag Rheinland-Pfalz vom 26. März 2006:
| Direktkandidaten                  | Partei   | Wahlkreisstimmen | Landesstimmen |
| --------------------------------- | -------- | ---------------- | ------------- |
| Harald Schweitzer                 | SPD      | 36,5 %           | 39,1 %        |
| Ulla Schmidt                      | CDU      | 47,3 %           | 41,6 %        |
| Heike Hatzmann                    | FDP      | 8,6 %            | 8,7 %         |
| Michael Musil                     | GRÜNE    | 5,3 %            | 3,7 %         |
| Günter Asschoff                   | WASG     | 2,3 %            | 1,9 %         |
| –                                 | Sonstige | –                | 4,9 %         |
| Wahlberechtigte: 76.403 Einwohner |          |                  |               |
| Wahlbeteiligung: 57,4 %           |          |                  |               |

- Direkt gewählt wurde Ulla Schmidt (CDU).[8]

## Wahlkreissieger
| Wahl | Name             | Partei | Stimmenanteil |
| ---- | ---------------- | ------ | ------------- |
| 1991 | Karl Hoppe       | CDU    | 48,8 %        |
| 1996 | Ulla Schmidt     | CDU    | 49,3 %        |
| 2001 | Ulla Schmidt     | CDU    | 50,6 %        |
| 2006 | Ulla Schmidt     | CDU    | 47,3 %        |
| 2011 | Gabriele Wieland | CDU    | 44,0 %        |
| 2016 | Gabriele Wieland | CDU    | 48,3 %        |
| 2021 | Jennifer Groß    | CDU    | 39,4 %        |